# Burning: A Wish
Burning: A Wish, pubblicato nel 2001, è il quarto album in studio registrato dalla band tedesca gothic metal Lacrimas Profundere.

## Tracce
1. Melantroduction – 3:15
2. Without – 3:47
3. Adorer And Somebody – 3:58
4. A Summer's End – 5:12
5. Solicitude, Silence – 6:03
6. 2 Sec. And A Tear – 5:11
7. Lastdance – 6:08
8. Morning ... Grey – 3:12
9. Diotima – 4:50
10. Re-Silence – 3:22

## Formazione
- Christopher Schmid - voce
- Rico Galvagno - basso
- Willi Wurm - batteria
- Oliver Schmid - chitarra
- Marco Praschberger - chitarra
- Christian Steiner - tastiere
- Alev - voce femminile